# Cymbonotus
Cymbonotus é um género botânico pertencente à família Asteraceae.